# Birkózás az 1972. évi nyári olimpiai játékokon
Az 1972. évi nyári olimpiai játékok a birkózásban húsz versenyszámot rendeztek. Az 1968-as olimpia óta megváltoztatták a súlycsoportok súlyhatárait és a súlycsoportok számát, így ekkor mindkét fogásnemben tíz-tíz súlycsoportban avattak olimpiai bajnokot.

## Éremtáblázat
A szovjet birkózók kiemelkedően teljesítettek. A mezőny további részének kiegyenlített erőviszonyaira jellemző, hogy szabadfogásban tizenkettő, kötöttfogásban tizenöt ország nyert érmet.
(A táblázatokban a rendező ország csapata és a magyar csapat eltérő háttérszínnel, az egyes számoszlopok legmagasabb értéke, vagy értékei vastagítással kiemelve.)
| Az 1972. évi nyári olimpiai játékok éremtáblázata birkózásban | Az 1972. évi nyári olimpiai játékok éremtáblázata birkózásban | Az 1972. évi nyári olimpiai játékok éremtáblázata birkózásban | Az 1972. évi nyári olimpiai játékok éremtáblázata birkózásban | Az 1972. évi nyári olimpiai játékok éremtáblázata birkózásban | Olimpia  |
| ------------------------------------------------------------- | ------------------------------------------------------------- | ------------------------------------------------------------- | ------------------------------------------------------------- | ------------------------------------------------------------- | -------- |
|                                                               | Ország                                                        | Arany                                                         | Ezüst                                                         | Bronz                                                         | Összesen |
| 1.                                                            | Szovjetunió (URS)                                             | 9                                                             | 4                                                             | 1                                                             | 14       |
| 2.                                                            | Egyesült Államok (USA)                                        | 3                                                             | 2                                                             | 1                                                             | 6        |
| 3.                                                            | Bulgária (BUL)                                                | 2                                                             | 4                                                             | 2                                                             | 8        |
| 4.                                                            | Japán (JPN)                                                   | 2                                                             | 2                                                             | 0                                                             | 4        |
| 5.                                                            | Románia (ROU)                                                 | 2                                                             | 0                                                             | 2                                                             | 4        |
| 6.                                                            | Magyarország (HUN)                                            | 1                                                             | 0                                                             | 4                                                             | 5        |
| 7.                                                            | Csehszlovákia (TCH)                                           | 1                                                             | 0                                                             | 0                                                             | 1        |
| 8.                                                            | Irán (IRI)                                                    | 0                                                             | 1                                                             | 1                                                             | 2        |
| 8.                                                            | Jugoszlávia (YUG)                                             | 0                                                             | 1                                                             | 1                                                             | 2        |
| 8.                                                            | NSZK (FRG)                                                    | 0                                                             | 1                                                             | 1                                                             | 2        |
| 8.                                                            | Svédország (SWE)                                              | 0                                                             | 1                                                             | 1                                                             | 2        |
| 12.                                                           | Görögország (GRE)                                             | 0                                                             | 1                                                             | 0                                                             | 1        |
| 12.                                                           | Mongólia (MGL)                                                | 0                                                             | 1                                                             | 0                                                             | 1        |
| 12.                                                           | NDK (GDR)                                                     | 0                                                             | 1                                                             | 0                                                             | 1        |
| 12.                                                           | Törökország (TUR)                                             | 0                                                             | 1                                                             | 0                                                             | 1        |
| 16.                                                           | Lengyelország (POL)                                           | 0                                                             | 0                                                             | 2                                                             | 2        |
| 16.                                                           | Olaszország (ITA)                                             | 0                                                             | 0                                                             | 2                                                             | 2        |
| 18.                                                           | Észak-Korea (PRK)                                             | 0                                                             | 0                                                             | 1                                                             | 1        |
| 18.                                                           | Finnország (FIN)                                              | 0                                                             | 0                                                             | 1                                                             | 1        |
|                                                               |                                                               |                                                               |                                                               |                                                               |          |
| Összesen                                                      | Összesen                                                      | 20                                                            | 20                                                            | 20                                                            | 60       |

## Szabadfogású birkózás

### Éremtáblázat
| Az 1972. évi nyári olimpiai játékok éremtáblázata szabadfogású birkózásban | Az 1972. évi nyári olimpiai játékok éremtáblázata szabadfogású birkózásban | Az 1972. évi nyári olimpiai játékok éremtáblázata szabadfogású birkózásban | Az 1972. évi nyári olimpiai játékok éremtáblázata szabadfogású birkózásban | Az 1972. évi nyári olimpiai játékok éremtáblázata szabadfogású birkózásban | Olimpia  |
| -------------------------------------------------------------------------- | -------------------------------------------------------------------------- | -------------------------------------------------------------------------- | -------------------------------------------------------------------------- | -------------------------------------------------------------------------- | -------- |
|                                                                            | Ország                                                                     | Arany                                                                      | Ezüst                                                                      | Bronz                                                                      | Összesen |
| 1.                                                                         | Szovjetunió (URS)                                                          | 5                                                                          | 2                                                                          | 1                                                                          | 8        |
| 2.                                                                         | Egyesült Államok (USA)                                                     | 3                                                                          | 2                                                                          | 1                                                                          | 6        |
| 3.                                                                         | Japán (JPN)                                                                | 2                                                                          | 1                                                                          | 0                                                                          | 3        |
| 4.                                                                         | Bulgária (BUL)                                                             | 0                                                                          | 2                                                                          | 1                                                                          | 3        |
| 5.                                                                         | Mongólia (MGL)                                                             | 0                                                                          | 1                                                                          | 0                                                                          | 1        |
| 5.                                                                         | Svédország (SWE)                                                           | 0                                                                          | 1                                                                          | 0                                                                          | 1        |
| 5.                                                                         | Törökország (TUR)                                                          | 0                                                                          | 1                                                                          | 0                                                                          | 1        |
| 8.                                                                         | Magyarország (HUN)                                                         | 0                                                                          | 0                                                                          | 3                                                                          | 3        |
| 9.                                                                         | Észak-Korea (PRK)                                                          | 0                                                                          | 0                                                                          | 1                                                                          | 1        |
| 9.                                                                         | Irán (IRI)                                                                 | 0                                                                          | 0                                                                          | 1                                                                          | 1        |
| 9.                                                                         | NSZK (FRG)                                                                 | 0                                                                          | 0                                                                          | 1                                                                          | 1        |
| 9.                                                                         | Románia (ROU)                                                              | 0                                                                          | 0                                                                          | 1                                                                          | 1        |
|                                                                            |                                                                            |                                                                            |                                                                            |                                                                            |          |
| Összesen                                                                   | Összesen                                                                   | 10                                                                         | 10                                                                         | 10                                                                         | 30       |

### A szabadfogású birkózás érmesei
| Az 1972. évi nyári olimpiai játékok érmesei szabadfogású birkózásban |                                        |                                          |                                                      |
| Versenyszám                                                          | Arany                                  | Ezüst                                    | Bronz                                                |
| 48 kg                                                                | Roman Dimitrijev · Szovjetunió (URS)   | Ognyan Nikolov · Bulgária (BUL)          | Ebrahim Javadi · Irán (IRI)                          |
| 52 kg                                                                | Kató Kijomi · Japán (JPN)              | Arszen Alahvergyiev · Szovjetunió (URS)  | Kim Gvanghjong (Gim Gwanghyeong) · Észak-Korea (PRK) |
| 57 kg                                                                | Janagida Hideaki · Japán (JPN)         | Richard Sanders · Egyesült Államok (USA) | Klinga László · Magyarország (HUN)                   |
| 62 kg                                                                | Zagalav Abdulbekov · Szovjetunió (URS) | Vehbi Akdağ · Törökország (TUR)          | Ivan Krasztev · Bulgária (BUL)                       |
| 68 kg                                                                | Dan Gable · Egyesült Államok (USA)     | Vada Kikuo · Japán (JPN)                 | Ruszlan Asuralijev · Szovjetunió (URS)               |
| 74 kg                                                                | Wayne Wells · Egyesült Államok (USA)   | Jan Karlsson · Svédország (SWE)          | Adolf Seger · NSZK (FRG)                             |
| 82 kg                                                                | Levan Tediasvili · Szovjetunió (URS)   | John Peterson · Egyesült Államok (USA)   | Vasile Iorga · Románia (ROU)                         |
| 90 kg                                                                | Ben Peterson · Egyesült Államok (USA)  | Gennagyij Sztrahov · Szovjetunió (URS)   | Bajkó Károly · Magyarország (HUN)                    |
| 100 kg                                                               | Ivan Jarigin · Szovjetunió (URS)       | Khorloogiin Bayanmönkh · Mongólia (MGL)  | Csatári József · Magyarország (HUN)                  |
| +100 kg                                                              | Alekszandr Medvegy · Szovjetunió (URS) | Oszman Duraliev · Bulgária (BUL)         | Christopher Taylor · Egyesült Államok (USA)          |

## Kötöttfogású birkózás

### Éremtáblázat
| Az 1972. évi nyári olimpiai játékok éremtáblázata kötöttfogású birkózásban | Az 1972. évi nyári olimpiai játékok éremtáblázata kötöttfogású birkózásban | Az 1972. évi nyári olimpiai játékok éremtáblázata kötöttfogású birkózásban | Az 1972. évi nyári olimpiai játékok éremtáblázata kötöttfogású birkózásban | Az 1972. évi nyári olimpiai játékok éremtáblázata kötöttfogású birkózásban | Olimpia  |
| -------------------------------------------------------------------------- | -------------------------------------------------------------------------- | -------------------------------------------------------------------------- | -------------------------------------------------------------------------- | -------------------------------------------------------------------------- | -------- |
|                                                                            | Ország                                                                     | Arany                                                                      | Ezüst                                                                      | Bronz                                                                      | Összesen |
| 1.                                                                         | Szovjetunió (URS)                                                          | 4                                                                          | 2                                                                          | 0                                                                          | 6        |
| 2.                                                                         | Bulgária (BUL)                                                             | 2                                                                          | 2                                                                          | 1                                                                          | 5        |
| 3.                                                                         | Románia (ROU)                                                              | 2                                                                          | 0                                                                          | 1                                                                          | 3        |
| 4.                                                                         | Magyarország (HUN)                                                         | 1                                                                          | 0                                                                          | 1                                                                          | 2        |
| 5.                                                                         | Csehszlovákia (TCH)                                                        | 1                                                                          | 0                                                                          | 0                                                                          | 1        |
| 6.                                                                         | Jugoszlávia (YUG)                                                          | 0                                                                          | 1                                                                          | 1                                                                          | 2        |
| 7.                                                                         | Görögország (GRE)                                                          | 0                                                                          | 1                                                                          | 0                                                                          | 1        |
| 7.                                                                         | Irán (IRI)                                                                 | 0                                                                          | 1                                                                          | 0                                                                          | 1        |
| 7.                                                                         | Japán (JPN)                                                                | 0                                                                          | 1                                                                          | 0                                                                          | 1        |
| 7.                                                                         | NDK (GDR)                                                                  | 0                                                                          | 1                                                                          | 0                                                                          | 1        |
| 7.                                                                         | NSZK (FRG)                                                                 | 0                                                                          | 1                                                                          | 0                                                                          | 1        |
| 12.                                                                        | Lengyelország (POL)                                                        | 0                                                                          | 0                                                                          | 2                                                                          | 2        |
| 12.                                                                        | Olaszország (ITA)                                                          | 0                                                                          | 0                                                                          | 2                                                                          | 2        |
| 14.                                                                        | Finnország (FIN)                                                           | 0                                                                          | 0                                                                          | 1                                                                          | 1        |
| 14.                                                                        | Svédország (SWE)                                                           | 0                                                                          | 0                                                                          | 1                                                                          | 1        |
|                                                                            |                                                                            |                                                                            |                                                                            |                                                                            |          |
| Összesen                                                                   | Összesen                                                                   | 10                                                                         | 10                                                                         | 10                                                                         | 30       |

### A kötöttfogású birkózás érmesei
| Az 1972. évi nyári olimpiai játékok érmesei kötöttfogású birkózásban |                                          |                                           |                                          |
| Versenyszám                                                          | Arany                                    | Ezüst                                     | Bronz                                    |
| 48 kg                                                                | Gheorghe Berceanu · Románia (ROU)        | Rahin Aliabadi · Irán (IRI)               | Sztefan Angelov · Bulgária (BUL)         |
| 52 kg                                                                | Petar Kirov · Bulgária (BUL)             | Hirajama Kóicsiró · Japán (JPN)           | Giuseppe Bognanni · Olaszország (ITA)    |
| 57 kg                                                                | Rusztam Kazakov · Szovjetunió (URS)      | Hans-Jürgen Veil · NSZK (FRG)             | Risto Björlin · Finnország (FIN)         |
| 62 kg                                                                | Georgi Markov · Bulgária (BUL)           | Heinz-Helmut Wehling · NDK (GDR)          | Kazimierz Lipień · Lengyelország (POL)   |
| 68 kg                                                                | Samil Hiszamutgyinov · Szovjetunió (URS) | Sztojan Aposztolov · Bulgária (BUL)       | Gian Matteo Ranzi · Olaszország (ITA)    |
| 74 kg                                                                | Vítězslav Mácha · Csehszlovákia (TCH)    | Pétrosz Galaktópulosz · Görögország (GRE) | Jan Karlsson · Svédország (SWE)          |
| 82 kg                                                                | Hegedűs Csaba · Magyarország (HUN)       | Anatolij Nazarenko · Szovjetunió (URS)    | Milan Nenadić · Jugoszlávia (YUG)        |
| 90 kg                                                                | Valerij Rezancev · Szovjetunió (URS)     | Josip Čorak · Jugoszlávia (YUG)           | Czesław Kwieciński · Lengyelország (POL) |
| 100 kg                                                               | Nicolae Martinescu · Románia (ROU)       | Nyikolaj Jakovenko · Szovjetunió (URS)    | Kiss Ferenc · Magyarország (HUN)         |
| +100 kg                                                              | Anatolij Roscsin · Szovjetunió (URS)     | Alekszandar Tomov · Bulgária (BUL)        | Victor Dolipschi · Románia (ROU)         |

## Magyar részvétel
Az olimpián tizenkilenc birkózó képviselte Magyarországot. Mindkét fogásnemben és az összes súlycsoportban szerepelt magyar versenyző. (Csatári József mindkét fogásnemben induló volt.) A magyar birkózók összesen
- egy első,
- négy harmadik,
- négy negyedik és
- egy hatodik

helyezést értek el, és ezzel harminchat – szabadfogásban tizenkettő, kötöttfogásban huszonnégy – olimpiai pontot szereztek. Az egyes súlycsoportokban a következő magyar birkózók indultak (pontszerzők esetén zárójelben az elért helyezés):
| Magyar birkózók az 1972. évi nyári olimpiai játékokon |                     |                      |
| Súlycsoport                                           | Szabadfogás         | Kötöttfogás          |
| 48 kg                                                 | Laták Attila        | Seres Ferenc         |
| 52 kg                                                 | Gál Henrik          | Doncsesz József (4.) |
| 57 kg                                                 | Klinga László (3.)  | Varga János (4.)     |
| 62 kg                                                 | Szabó László        | Réczi László         |
| 68 kg                                                 | Rusznyák József     | Steer Antal (6.)     |
| 74 kg                                                 | Urbanovics Miklós   | Hegedűs Miklós       |
| 82 kg                                                 | Kovács István       | Hegedűs Csaba (1.)   |
| 90 kg                                                 | Bajkó Károly (3.)   | Pércsi József (4.)   |
| 100 kg                                                | Csatári József (3.) | Kiss Ferenc (3.)     |
| +100 kg                                               | Maróthy István      | Csatári József (4.)  |